# MacBook Pro
MacBook Pro es una línea de computadores portátiles de alto rendimiento de Apple Inc. que tiene como mercado objetivo los usuarios profesionales. Es el sucesor del modelo PowerBook G4. Es la primera línea de productos de la empresa en incluir procesadores Intel, y fue presentada en la feria tecnológica MacWorld 2006 el día 10 de enero de 2006.
Está basado en los procesadores Intel o Apple Silicon e incluye una videocámara iSight, ahora llamada "FaceTime HD", teclado retroiluminado, sensor de iluminación (el cual controla el brillo de la pantalla y el teclado), la pantalla retroiluminada por LED y además tiene nuevas funciones como conector MagSafe. A noviembre de 2022, el sistema operativo incluido es macOS 13 Ventura.
Los MacBook Pro posteriores a junio de 2009 hacen uso de tecnología amigable con el medio ambiente: cristal sin arsénico, ausencia de retardantes de llama bromados, pantalla sin mercurio retroiluminada por LED, cables internos sin PVC, carcasa de aluminio y cristal reciclable en su mayor parte, al igual que se ha reducido el embalaje. Están a conformidad con la norma Energy Star (versión 5.0) y obtuvieron la Certificación Gold de EPEAT.

## MacBook Pro

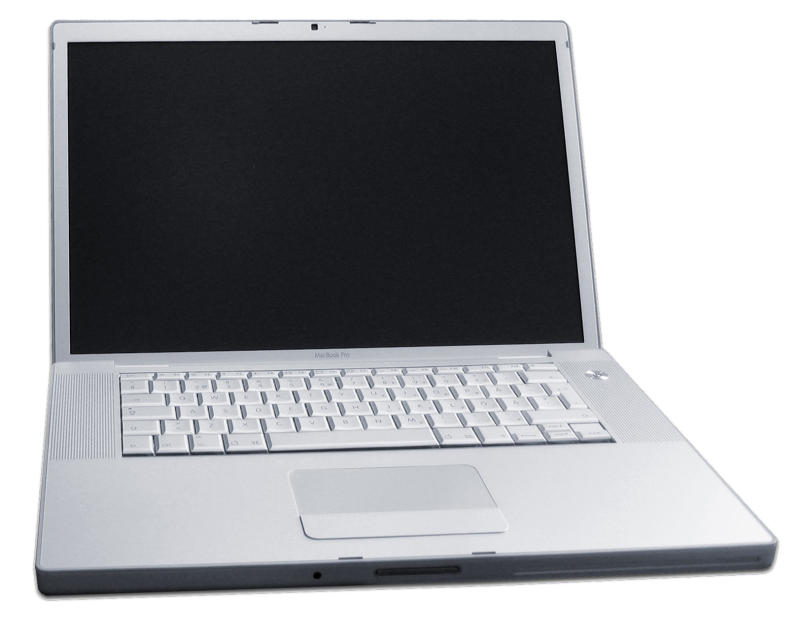
El MacBook Pro original.

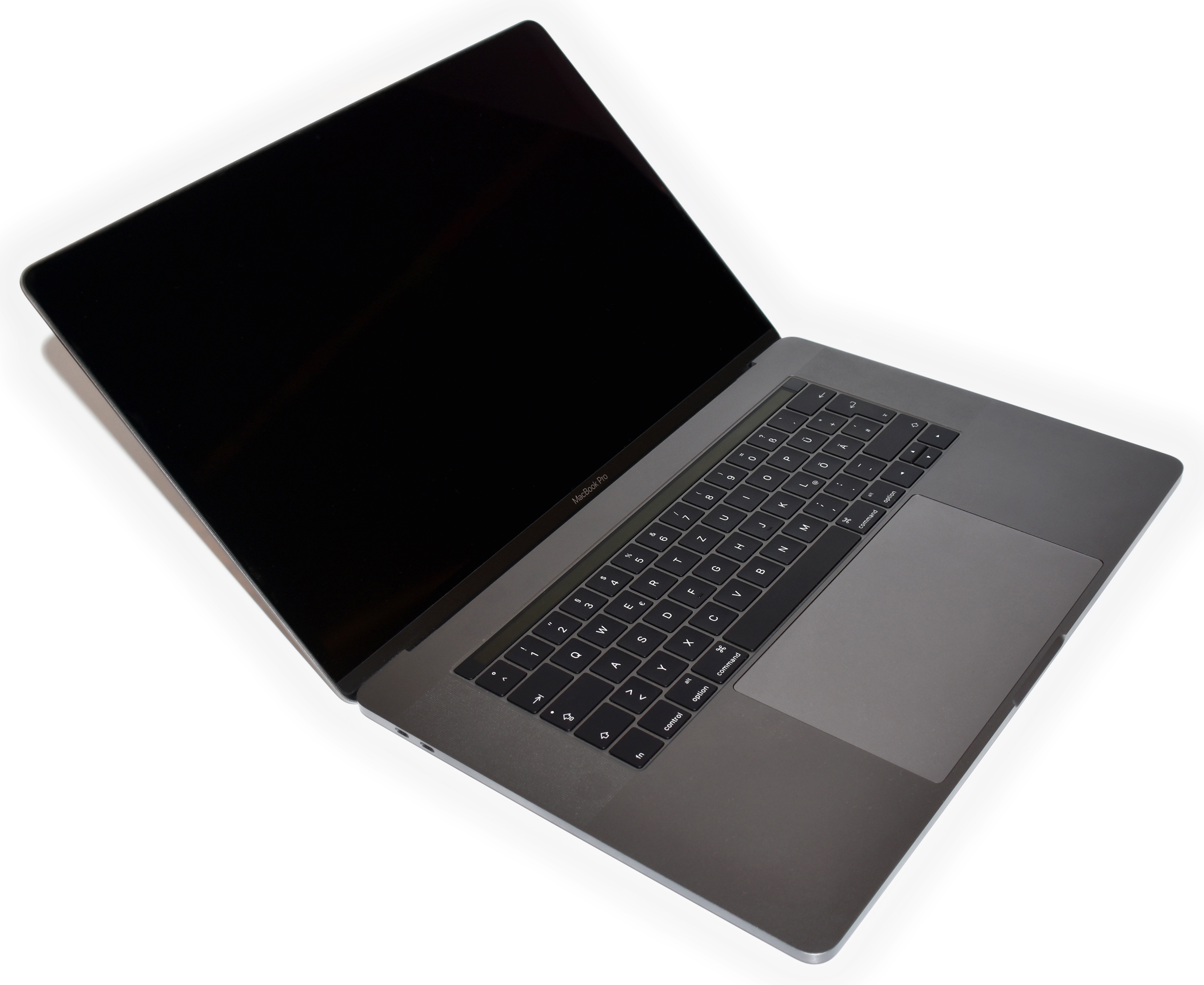
MacBook Pro 2016/2017

El MacBook Pro de 15" fue anunciado en el 10 de enero de 2006 durante la keynote de Steve Jobs en el MacWorld Expo. El modelo de 17" fue presentado el 24 de abril de 2006. Cuando el MacBook fue introducido carecía de puertos FireWire 800 y S-Video, aunque el puerto FireWire 800 fue agregado a los modelos MacBook Pro y estuvo presente en cada edición de los modelos de 17". Otros cambios respecto al PowerBook incluyeron la webcam iSight y la introducción MagSafe, un conector de corriente magnético que se desconecta fácilmente en caso de que el cable sufra un tirón, con el fin de que el equipo no caiga al suelo. Ambas características fueron incluidas posteriormente en el MacBook.

### Conectividad externa
Tanto el modelo de 15" como el 17" incluyen ranuras ExpressCard/34. Los modelos de 15" incluyen dos puertos USB 2.0 y un puerto FireWire 400, el cual fue reemplazado por uno FireWire 800 más adelante, mientras que los modelos de 17" tienen tres junto con dos FireWire, uno de 400 y otro de 800. La red es soportada a través de puertos incorporados de ethernet, mientras que la tecnología inalámbrica Wi-Fi es soportada mediante la tarjeta AirPort Extreme. La tecnología inalámbrica Bluetooth es común a todos los modelos. La conexión a un display externo se realiza mediante un cable DVI.

### Modelos
| Componente                            | Intel Core Duo | Intel Core 2 Duo | Intel Core 2 Duo | Intel Core 2 Duo | Intel Core 2 Duo |
| Modelo                                | Principios de 2006 | Finales de 2006 | Finales de 2007 | Principios de 2008 | Finales de 2008 |
| ------------------------------------- | --- | --- | --- | --- | --- |
| Referencia                            | MA463*/A o MA464*/A; MA600* o MA601*; MA092*/A | MA609*, MA610*, o MA611*/A | MA895* o MA896*; MA895*/A o MA896*/A; MA897*/A | MB133*/A, MB134*/A, o MB166*/A                                                                                           | MB766*/A |
| Monitor (todos, pantalla ancha)       | 15.4", matte o glossy, MoneygrabbingD, 1440 x 900 | 15.4", matte o glossy, MoneygrabbingD, 1440 x 900 | 15.4", matte o glossy, MoneygrabbingD, 1440 x 900 con LED backlight                                                                                                  | 15.4", matte o glossy, MoneygrabbingD, 1440 x 900 con LED backlight                                                      | N/A |
| Monitor (todos, pantalla ancha)       | 17", matte o glossy, MoneygrabbingD, 1680 x 1050 | 17", matte o glossy, MoneygrabbingD, 1680 x 1050 | 17", matte o glossy, MoneygrabbingD, 1680 x 1050 Opcional: 1920 x 1200                                                                                               | 17", matte o glossy, MoneygrabbingD, 1680 x 1050 Opcional: LED-backlit 1920 x 1200                                       | 17", matte o glossy, LED-backlit, 1920 x 1200                                                                            |
| 2.º monitor máxima resolución         | 2560 x 1600 Simultáneamente soporta resolución nativa en el display interno y un máximo de 2560x1600 en monitor externo.                                                                    | 2560 x 1600 Simultáneamente soporta resolución nativa en el display interno y un máximo de 2560x1600 en monitor externo.                                                                                 | 2560 x 1600 Simultáneamente soporta resolución nativa en el display interno y un máximo de 2560x1600 en monitor externo.                                             | 2560 x 1600 Simultáneamente soporta resolución nativa en el display interno y un máximo de 2560x1600 en monitor externo. | 2560 x 1600 Simultáneamente soporta resolución nativa en el display interno y un máximo de 2560x1600 en monitor externo. |
| Tarjeta de video con doble enlace DVI | ATI Mobility Radeon X1600 con 128 MiB o 256 MiB de SDRAM GDDR3 | ATI Mobility Radeon X1600 con 128 MiB o 256 MiB de SDRAM GDDR3 | nVidia Geforce 8600M GT con 128 MiB, 256 MiB, o 512 MiB de SDRAM GDDR3                                                                                               | nVidia Geforce 8600M GT con 256 MiB, o 512 MiB de SDRAM GDDR3                                                            | nVidia Geforce 8600M GT con 512 MiB de SDRAM GDDR3                                                                       |
| Disco duro                            | 80GB, 100 GB, o 120 GB Serial ATA, 5400-rpm Opcional: 100GB 7200-rpm o 120GB 5400-rpm. | 120 GB, 160 GB, o 200 GB Serial ATA, 5400-rpm Opcional: 100GB, 7200-rpm. | 120 GB o 160 GB Serial ATA, 5400-rpm Opcional: 250 GB, 4200-rpm ó 160 GB, 7200-rpm. Opcional: 250 GB, 5400-rpm ó 200 GB, 7200-rpm después del 1 de noviembre de 2007 | 200 GB o 250 GB Serial ATA, 5400-rpm Opcional: 200GB 7200-rpm ó 300 GB 4200-rpm.                                         | 320 GB Serial ATA, 5400-rpm Opcional 320 GB, 7200-rpm ó 128 GB SSD.                                                      |
| Procesador                            | 1,83 GHz (T2400), 2,0 GHz (T2500) o 2,16 GHz (T2600) Intel Core Duo Yonah | 2,16 GHz (T7400) o 2,33 GHz (T7600) Intel Core 2 Duo Merom | 2,2 GHz (T7500) & 2,4 GHz (T7700) Intel Core 2 Duo Merom Opcional: 2,6 GHz (T7800) después del 1 de noviembre de 2007                                                | 2,4 GHz (T8300) & 2,5 GHz (T9300) Intel Core 2 Duo Penryn Opcional: 2,6 GHz (T9500)                                      | 2,5 GHz (T9400) Intel Core 2 Duo Penryn con 6 MiB L2 caché Opcional: 2,6 GHz (T9500)                                     |
| Memoria RAM                           | 512 MiB (dos 256 MiB) o 1 GiB (dos 512 MiB) de 667 MHz PC2-5300 DDR2 SO-DIMM SDRAM Expandible a 2GB                                                                                         | 1 GiB (2x512 MiB) o 2 GiB (2x1 GiB) de 667 MHz PC2-5300 DDR2 SO-DIMM SDRAM Expandible a 4 GiB, solo administra 3GB                                                                                       | 2 GiB (2x1 GiB) de 667 MHz PC2-5300 DDR2 SO-DIMM SDRAM Expandible a 4 GiB o 6GiB                                                                                     | 2 GiB (2x1 GiB) de 667 MHz PC2-5300 DDR2 SO-DIMM SDRAM Expandible a 4 GiB o 6GiB                                         | 4 GiB (2x2 GiB) de 667 MHz PC2-5300 DDR2 SO-DIMM SDRAM Expandible a 8 GiB, solo administra 6 GB.                         |
| AirPort Extreme                       | AR5007 chipset 802.11a/b/g integrado | AR5008 chipset 802.11a/b/g y el borrador de n integrado, (n desactivado por defecto) | AR5008 o BCM4322 chipset 802.11a/b/g y el borrador de n integrado (n activado)                                                                                       | AR5008 o BCM4322 chipset 802.11a/b/g y el borrador de n integrado (n activado)                                           | AR5008 o BCM4322 chipset 802.11a/b/g y el borrador de n integrado (n activado)                                           |
| Unidad Óptica Combo drive             | Lee DVD a 8x, CD-R a 24x y CD-RW a 10x. | N/A | N/A | N/A | N/A |
| Unidad Óptica SuperDrive              | Lee discos DVD-DL a 8, DVD+/-R & RW a 4x. Escribe CD-R a 24x y CD-RW a 10x (Opcional for 15-inch) o 4x DVD+R writes, 8x DVD+/-R read, 4x DVD+/-RW writes, 24x CD-R, and 10x CD-RW recording | Escribe discos DVD+R DL a 2.4x, lee DVD+/-R a 6x, escribe DVD+/-RW a 4x, CD-R a 24x, y CD-RW a 10x o DVD+R DL a 4x, lee y escribe DVD+/-R a 8x, escribe DVD+/-RW a 4x, escribe CD-R a 24x, y CD-RW a 10x | Escribe DVD+R a 4x, escribe y lee DVD+/-R a 8x, escribe DVD+/-RW a 4x, CD-R a 24x, y CD-RW a 10x                                                                     | Escribe DVD+R a 4x, escribe y lee DVD+/-R a 8x, escribe DVD+/-RW a 4x, CD-R a 24x, y CD-RW a 10x                         | Escribe DVD+R DL a 4x, lee y escribe DVD+/-R a 8x, escribe DVD+RW a 8x, escribe DVD-RW 6x,CD-R a 24x, CD-RW a 16x        |

## MacBook Pro-Unibody

### Desarrollo

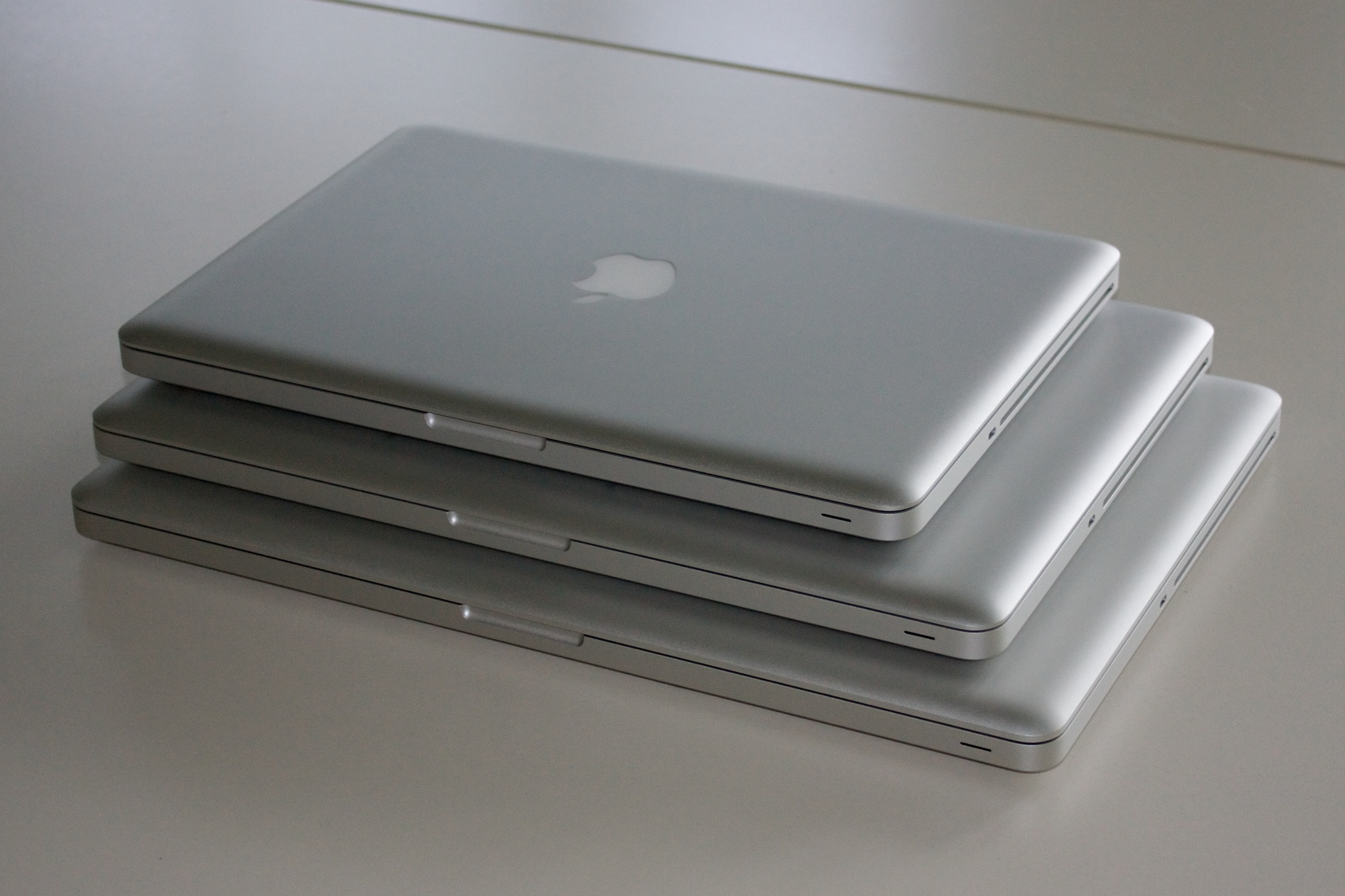
En la imagen se pueden comparar los tamaños de los tres modelos de la línea MacBook Pro.

El 14 de octubre de 2008, en un evento orientado a computadores portátiles en la sede principal de Apple, un nuevo MacBook Pro de 15" fue anunciado destacando que su chasis estaba construido en aluminio mono-casco y lados cónicos de la misma forma que en el MacBook Air. Todos los puertos fueron movidos al costado izquierdo. La unidad óptica fue movida al costado derecho, igual que con el MacBook. El puerto FireWire 400 fue eliminado, pero el FireWire 800 se mantuvo, y el puerto DVI fue reemplazado por un Mini DisplayPort.
En la keynote del MacWorld Expo el 6 de enero de 2009, Phil Schiller anunció un MacBook Pro 17" en formato unibody. Esta versión divergía respecto al de 15" en que la batería no era extraíble y en que permitía 8 horas de autonomía en una recarga con la pantalla anti-glare.
En la  Worldwide Developers Conference de Apple realizada el 8 de junio de 2009, fue anunciado que el Macbook 13" Unibody sería actualizado y remarcado como Macbook Pro (fácilmente identificable por el FireWire 800 y el lector de tarjetas SD en el costado izquierdo), dejando el MacBook blanco de policarbonato en la línea MacBook. También se anunció que la línea completa MacBook Pro incluiría batería no-extraíble, que en ese momento era exclusiva del modelo de 17". El agujero Kensington fue movido hacía el lado derecho del MacBook Pro 13". Cada nuevo MacBook Pro también incluiría un puerto FireWire y todos -excepto el modelo de 17"- incluirían un lector de tarjetas SD. El modelo de 17" model mantendría su lector de tarjetas ExpressCard.
En la WWDC 2012, Apple anunció las nueva versión de la MacBook Pro con pantalla Retina. Con nuevas funcionalidades como una pantalla retina con 5.1 millones de pixeles, arquitectura flash, nuevos procesadores Intel Core i7, y nuevos puertos y conexiones como USB 3, Mag Safe 2 y HDMI. Con 1.8 cm de espesor y 2.01 kg.
A principios de 2013 Apple retira la unidad óptica de las versiones de 15 y 17 pulgadas, dejando únicamente a la Macbook Pro de 13 pulgadas con unidad óptica hasta a mediados de dicho año.

### Diseño industrial

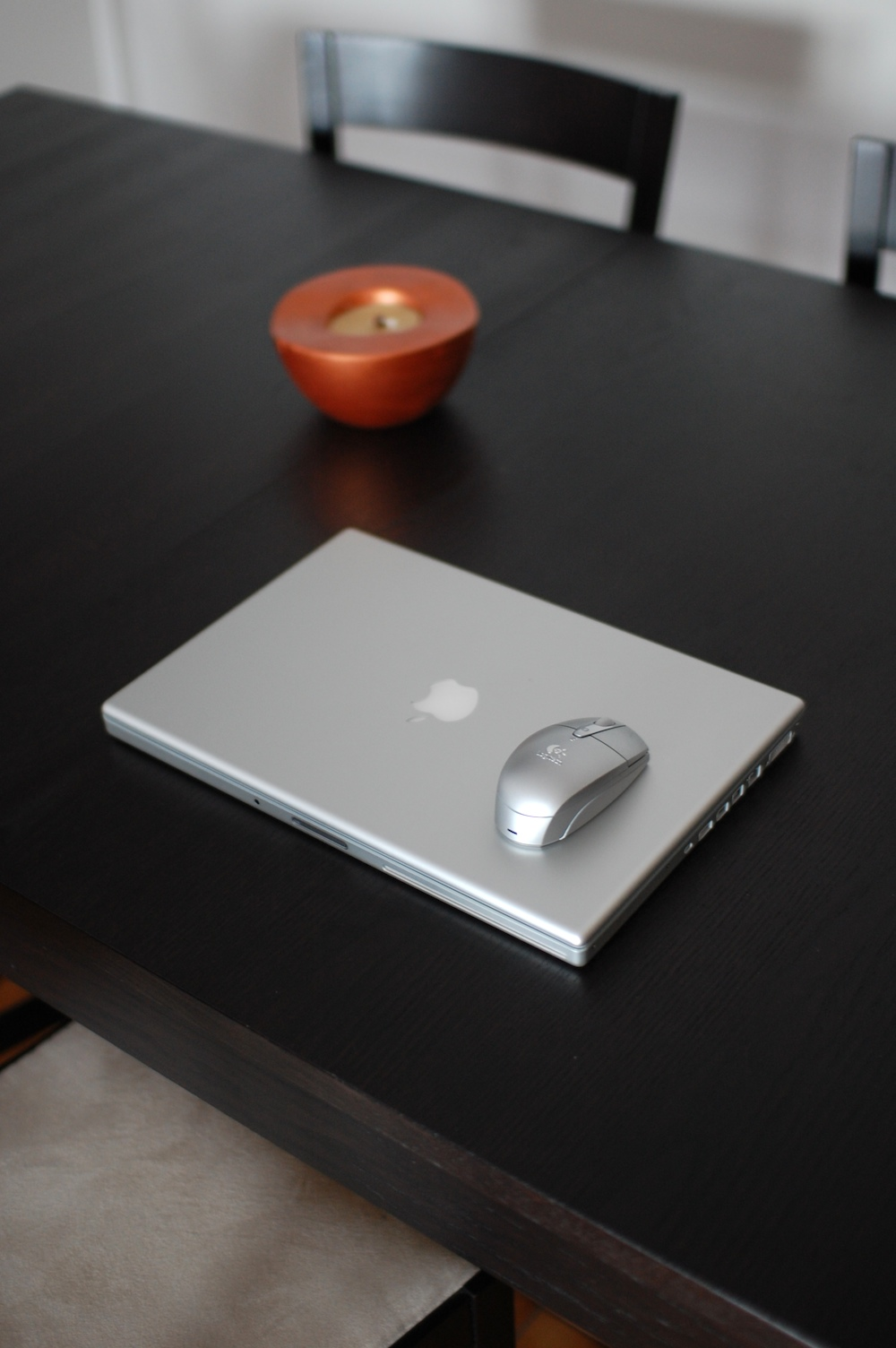
MacBook Pro.

La construcción unibody de los MacBook Pro sigue el estilo de los iMac y el MacBook Air y es ligeramente más delgado que su predecesor (el PowerBook G4), aunque más amplio y más profundo, debido a la pantalla panorámica. La pantalla es de alto brillo, cubierta por un acabado de vidrio reflectante, mientras que la opción mate anti-reflejo está disponible en los modelos de 15" y 17" en los que panel brillante es retirado. El trackpad fue agrandado con el pad entero siendo el botón físico, dando más espacio para el desplazamiento y los gestos multi-toque. Las teclas continúan teniendo luz de fondo, ahora son el estándar. El disco duro se puede reemplazar fácilmente en el modelo original de 13" (localizado en el compartimiento de la batería). En los MacBook Pro con baterías no extraíbles la dificultad se incrementa, ya que el reemplazado del disco duro requiere que gran parte del equipo sea desarmado.

### Batería
De acuerdo con el video de Apple presentado durante la presentación del MacBook Pro 17", el diseño de la batería es exclusivo de la compañía; en lugar de células redondas tradicionales dentro de la carcasa, las baterías de polimeros de ion de litio son cortadas y encajadas en cada equipo sin desperdiciar espacio. La vida de la batería es extendida a través de la carga adaptativa, la cual usa un chip para optimizar el flujo de la carga con el fin de reducir el desgaste. Apple ha dicho que el MacBook Pro 17" tiene una duración de batería de 8 horas cuando es nuevo y que mantendría el 80% de tal periodo después de 1000 recargas. La batería no está diseñada para que sea extraída por el usuario, hecho que anula la garantía.
Durante el WWDC 2009 se anunció que todos los MacBook Pro nuevos incluirían esta tecnología. Los nuevos MacBook Pro de 13" y 15" tendrían cada uno hasta 7 horas de batería, mientras que el de 17" mantendría su capacidad de 8 horas. Algunas fuentes han reportado hasta 8 horas de vida en las baterías de los modelos de 13" y 15" haciendo un uso casual de los mismos. Como el MacBook Pro 17", estos modelos soportarían hasta 1000 ciclos de cargas manteniendo el 80% de su capacidad; esto permite aproximar su vida útil a 5 años.
La nueva MacBook Pro con pantalla Retina cuenta con una batería integrada de polímero de litio de 95 vatios por hora, alcanzando 7 horas de productividad inalámbrica y 30 días en modo standby.

### Especificaciones técnicas
|  | Descontinuado |  | Actual |

| Tabla de modelos                                                        | Tabla de modelos | Tabla de modelos | Tabla de modelos | Tabla de modelos | Tabla de modelos | Tabla de modelos | Tabla de modelos |                                |                       |
| Componente                                                              | Intel Core 2 Duo | Intel Core 2 Duo | Intel Core 2 Duo | Intel Core 2 Duo, Core i5, Core i7 | Intel Core i5, Core i7 | Intel Core i5, Core i7 | Intel Core i5, Core i7 |                                |                       |
| Modelo                                                                  | Fines de 2008 | Principios de 2009 | Mediados de 2009 | Mediados de 2010 | Principios 2011 | Fines 2011 | Mediados 2012 |                                |                       |
| ----------------------------------------------------------------------- | --- | --- | --- | --- | --- | --- | --- | ------------------------------ | --------------------- |
| Fecha de lanzamiento                                                    | 14 de octubre de 2008 | 6 de enero de 2009 (17") Marzo de 2009 (15") | 8 de junio de 2009 | 13 de abril de 2010 | 24 de febrero de 2011 | 24 de octubre de 2011 | 11 de junio de 2012 |                                |                       |
| Número(s) de orden                                                      | MB470*/A o MB471*/A | MB470*/A, MC026*/A o MB604*/A | MB990*/A, MB991*/A, MC118*/A, MB985*/A, MB986*/A, o MC226*/A | MC374*/A, MC375*/A, MC371*/A, MC372*/A, MC373*/A o MC024*/A | MC700*/A, MC724*/A, MC721*/A, MC723*/A, o MC725*/A | MD311*/A, MD313*/A, MD314*/A, MD318*/A o MD322*/A | MD101*/A, MD102*/A, MD103*/A o MD104*/A |                                |                       |
| Identificador(es) de modelo                                             | MacBookPro5,1 (15") | MacBookPro5,1 (15") MacBookPro5,2 (17") | MacBookPro5,1 (17") MacBookPro5,3 (15") MacBookPro5,4 (15") MacBookPro5,5 (13") | MacBookPro6,1 (17") MacBookPro6,2 (15") MacBookPro7,1 (13") | MacBookPro8,1 (13") MacBookPro8,2 (15") MacBookPro8,3 (17") | MacBookPro8,1 (13") MacBookPro8,2 (15") MacBookPro8,3 (17") | MacBookPro9,1 (15") MacBookPro9,2 (13") |                                |                       |
| Retroiluminación-LED Widescreen Pantalla brillante (16:10)              | — | — | 13.3", 1,280 × 800 | 13.3", 1,280 × 800 | 13.3", 1,280 × 800 | 13.3", 1,280 × 800 | 13.3", 1,280 × 800 |                                |                       |
| Retroiluminación-LED Widescreen Pantalla brillante (16:10)              | 15.4", 1,440 × 900 | 15.4", 1,440 × 900 | 15.4", 1,440 × 900 Opcional Pantalla matte | 15.4", 1,440 × 900 Opcional 1,680 × 1,050 (Brillante o matte) | 15.4", 1,440 × 900 Opcional 1,680 × 1,050 (Brillante o matte) | 15.4", 1,440 × 900 Opcional 1,680 × 1,050 (Brillante o matte) | 15.4", 1,440 × 900 Opcional 1,680 × 1,050 (Brillante o matte) |                                |                       |
| Retroiluminación-LED Widescreen Pantalla brillante (16:10)              | — | 17", 1,920 × 1,200 Opcional Pantalla matte | 17", 1,920 × 1,200 Opcional Pantalla matte | 17", 1,920 × 1,200 Opcional Pantalla matte | 17", 1,920 × 1,200 Opcional Pantalla matte | 17", 1,920 × 1,200 Opcional Pantalla matte | — |                                |                       |
| Cámara de video                                                         | iSight (640 × 480) | iSight (640 × 480) | iSight (640 × 480) | iSight (640 × 480) | FaceTime HD (720p) | FaceTime HD (720p) | FaceTime HD (720p) |                                |                       |
| Procesador                                                              | — | — | 2.26 GHz (P7550, P8400, o P7570) (Solo 13") o 2.53 GHz (P8700) (Solo 13" y 15" de baja gama) Intel Core 2 Duo Penryn con 3 MiB on-chip L2 caché | 2.4 GHz (P8600) o 2.66 GHz (P8800) Intel Core 2 Duo Penryn con 3 MiB on-chip L2 cache (Solo 13") | 2.3 GHz (2410M) Intel Core i5 con 3 MiB on-chip L3 caché or 2.7 GHz (2620M) Intel Core i7 Sandy Bridge con 4 MiB on-chip L3 cache (Solo 13") | 2.4 GHz (2435M) Intel Core i5 con 3 MiB on-chip L3 caché or 2.8 GHz (2640M) Intel Core i7 Sandy Bridge con 4 MiB on-chip L3 cache (Solo 13") | 2.5 GHz (3210M) Intel Core i5 con 3 MiB on-chip L3 caché or 2.9 GHz (3520M) Intel Core i7 Ivy Bridge con 4 MiB on-chip L3 cache (Solo 13") |                                |                       |
| Procesador                                                              | 2.4 GHz (P8600) con 3 MiB on-chip L2 caché, o 2.53 GHz (T9400) Intel Core 2 Duo Penryn con 6 MiB on-chip L2 cache Opcional 2.8 GHz (T9600) con 6 MiB en-chip L2 cache                                              | 2.4 GHz (P8600) con 3 MiB on-chip L2 cache (Solo 15"), o 2.66 GHz (T9550) Intel Core 2 Duo Penryn con 6 MiB on-chip L2 caché (15" y 17") Opcional 2.93 GHz (T9800) con 6 MiB en-chip L2 cache                      | 2.66 GHz (P8800) (Solo 15") con 3 MiB on-chip L2 caché o 2.8 GHz (T9600) (Solo 15" y 17") Intel Core 2 Duo Penryn con 6 MiB on-chip L2 caché Opcional 3.06 GHz (T9900) con 6 MiB en-chip L2 cache (Solo 15" y 17")                                    | 2.4 GHz (520M) (Solo 15") o 2,53 GHz (540M) Intel Core i5 Arrandale con 3 MiB on-chip L3 cache (Solo 15" y 17"), or 2,66 GHz (620M) Intel Core i7 Arrandale con 4 MiB on-chip L3 cache (Solo 15" y 17") Opcional 2,8 GHz (640M) con 4 MiB on-chip L3 cache, después de Octubre 20, 2010 (Solo 15" y 17") | 2.0 GHz quad-core (2635QM) (Solo 15") o 2.2 GHz quad-core (2720QM) Intel Core i7 Sandy Bridge con 6 MiB on-chip L3 cache (Solo 15" y 17") Opcional 2,3 GHz (2820QM) con 8 MiB en-chip L3 cache (Solo 15" y 17") | 2,2 GHz (2675QM) quad-core (Solo 15") o 2,4 GHz (2760QM) quad-core Intel Core i7 Sandy Bridge con 6 MiB en-chip L3 caché (Solo 15" y 17") Opcional 2,5 GHz (2860QM) con 8 MiB en-chip L3 cache (Solo 15" y 17") | 2,3 GHz (3615QM) quad-core o 2,6 GHz (3720QM) quad-core Intel Core i7 Ivy Bridge con 6 MiB on-chip L3 caché (Solo 15") Opcional 2,7 GHz (3820QM) con 8 MiB en-chip L3 cache                                                                     |                                |                       |
| Bus de sistema                                                          | — | — | Bus frontal de1,066 MHz(13") | Bus frontal de1,066 MHz(13") | Interfaz Direct Media Intel 5 GT/s | Interfaz Direct Media Intel 5 GT/s | Interfaz Direct Media Intel 5 GT/s |                                |                       |
| Bus de sistema                                                          | Bus frontal de 1,066 MHz (15" y 17") | Bus frontal de 1,066 MHz (15" y 17") | Bus frontal de 1,066 MHz (15" y 17") | Interfaz Direct Media Intel 2.5 GT/s (15" y 17") | Interfaz Direct Media Intel 5 GT/s | Interfaz Direct Media Intel 5 GT/s | Interfaz Direct Media Intel 5 GT/s |                                |                       |
| Memoria (Dos ranuras)                                                   | 2 GiB (dos de 1 GiB) o 4 GiB (dos de 2 GiB) Memoria expandible hasta 4 GiB por defecto, expandible hasta 8 GiB con la última actualización EFI                                                                     | 4 GiB (dos de 2 GB) Expandible a 8 GB. Modelos de 2,66 GHz y 2,93 GHz expandibles a 8 GiB | 2 GiB (dos de 1 GiB) o 4 GiB (dos de 2 GiB) Expandible a 8 GiB | 4 GiB (dos de 2 GiB) Expandible a 8 GiB | 4 GiB (dos de 2 GiB) Expandible a 16 GiB | 4 GiB (dos de 2 GiB) Expandible a 16 GiB | 4 GiB (dos de 2 GiB) o 8 GiB (dos de 4 GiB) Expandible a 16 GiB |                                |                       |
| Memoria (Dos ranuras)                                                   | 1066 MHz PC3-8500 DDR3 SDRAM | 1066 MHz PC3-8500 DDR3 SDRAM | 1066 MHz PC3-8500 DDR3 SDRAM | 1066 MHz PC3-8500 DDR3 SDRAM | 1333 MHz PC3-10600 DDR3 SDRAM Expandible hasta por lo menos 16 GiB de 1600 MHz PC3-12800 DDR3 SDRAM (Modelos de 2,2 GHz y 2,3 GHz) | 1333 MHz PC3-10600 DDR3 SDRAM Expandible hasta por lo menos 16 GiB de 1600 MHz PC3-12800 DDR3 SDRAM (Modelos de 2,2 GHz y 2,3 GHz) | 1600 MHz PC3-12800 DDR3L SDRAM | 1600 MHz PC3-12800 DDR3L SDRAM |                       |
| Gráficos                                                                | — | — | Nvidia GeForce 9400M con 256 MiB de DDR3 SDRAM compartida con la memoria principal (13" y algunos modelos de 15") | Nvidia GeForce 320M con 256 MiB of DDR3 SDRAM compartida con la memoria principal (Solo modelos de 13") | Intel HD Graphics 3000 con 384 MiB DDR3 SDRAM compartida con la memoria principal (Solo modelos de 13") | Intel HD Graphics 3000 con 384 MiB DDR3 SDRAM compartida con la memoria principal (Solo modelos de 13") | Intel HD Graphics 4000 con DDR3 SDRAM compartida con la memoria principal (Solo modelos de 13") |                                |                       |
| Gráficos                                                                | Nvidia GeForce 9400M con 256 MiB de DDR3 SDRAM compartida con la memoria principal y Nvidia GeForce 9600M GT con 256 MiB o 512 MiB of GDDR3 SDRAM Se pueden cambiar en tre las dos (Pero no se pueden usar ambas)) | Nvidia GeForce 9400M con 256 MiB de DDR3 SDRAM compartida con la memoria principal y Nvidia GeForce 9600M GT con 256 MiB o 512 MiB of GDDR3 SDRAM Se pueden cambiar en tre las dos (Pero no se pueden usar ambas)) | Nvidia GeForce 9400M con 256 MiB of DDR3 SDRAM compartida con la memoria principal y Nvidia GeForce 9600M GT con 256 MiB o 512 MiB de GDDR3 SDRAM (Solo algunos modelos de 15" o 17") Se pueden cambiar en tre las dos (Pero no se pueden usar ambas) | Intel HD Graphics con 256 MiB de DDR3 SDRAM compartida con la memoria principal y Nvidia GeForce GT 330M con 256 MiB o 512 MiB de GDDR3 SDRAM (Solo algunos modelos de 15" o 17") Automáticamente cambia entre hardware de gráficos cuando se corre OS X                                                 | Intel HD Graphics 3000 con 384 MiB DDR3 SDRAM compartida con la memoria principal (Solo algunos modelos de 15" o 17") y AMD Radeon HD 6490M con memoria 256 MiB GDDR5 (Modelos de 15") o AMD Radeon HD 6750M con memoria de 1 GiB GDDR5 (Solo algunos modelos de 15" o 17") Automáticamente cambia entre hardware de gráficos cuando se corre OS X | Intel HD Graphics 3000 con 384 MiB DDR3 SDRAM compartida con la memoria principal(Solo algunos modelos de 15" o 17") y AMD Radeon HD 6750M con memoria de 512 MiB GDDR5 (Modelos de 15") or AMD Radeon HD 6770M con 1 GB GDDR5 memory (Solo algunos modelos de 15" o 17") Automáticamente cambia entre hardware de gráficos cuando se corre OS X | Intel HD Graphics 4000 con DDR3 SDRAM compartida con la memoria principal y memoria Nvidia GeForce GT 650M with 512 MiB GDDR5 (base 15" model) or memoria de 1 GiB GDDR5 Automáticamente cambia entre hardware de gráficos cuando se corre OS X |                                |                       |
| Almacenamiento                                                          | 250 GB o 320 GB serial ATA a 5,400-rpm Opcional 250 GB o 320 GB a 7,200-rpm, 128 GB SSD | 250 GB o 320 GB serial ATA a 5,400-rpm Opcional 250 GB o 320 GB a 7,200-rpm, 128 GB o 256 GB SSD | 160 GB, 250 GB, 320 GB, o 500 GB serial ATA a 5,400-rpm Opcional 320 GB o 500 GB a 5,400-rpm or 7,200-rpm (Solo 15" y 17") o 128 GB o 256 GB SSD | 250 GB, 320 GB, o 500 GB serial ATA a 5,400-rpm. Opcional 320 GB o 500 GB a 5,400-rpm o 7,200-rpm o 128 GB, 256 GB, o 512 GB SSD | 320 GB (Solo 13"), 500 GB o 750 GB serial ATA a 5,400-rpm. Opcional 500 GB o 750 GB a 5,400-rpm o 500 GB a 7,200-rpm (Solo 15" y 17"), o 128 GB, 256 GB, o 512 GB SSD | 500 GB o 750 GB serial ATA a 5,400-rpm (Modelos de 13" y básico de 15") o 17" 750 GB serial ATA a 5,400-rpm (Modelos de 15" y 17" de alta gama) Opcional 750 GB a 5,400-rpm o 7,200-rpm (Solo 15" y 17"), o 128 GB, 256 GB, o 512 GB SSD | 500 GB o 750 GB serial ATA a 5,400-rpm Opcional 750 GB a 5,400-rpm o 7,200-rpm o 1 TB a 5,400-rpm o 128 GB, 256 GB, o 512 GB SSD |                                |                       |
| Almacenamiento                                                          | SATA 3 Gbit/s | SATA 3 Gbit/s | SATA 3 Gbit/s | SATA 3 Gbit/s | SATA 6 Gbit/s | SATA 6 Gbit/s | SATA 6 Gbit/s |                                |                       |
| Unidad óptica                                                           | SuperDrive: 4× DVD+R DL de escritura, 8× DVD+/-R leer/escribir, 8× DVD+RW escribe, 6× DVD-RW escribe, 24× CD-R, y 16× grabación CD-RW                                                                              | SuperDrive: 4× DVD+R DL de escritura, 8× DVD+/-R leer/escribir, 8× DVD+RW escribe, 6× DVD-RW escribe, 24× CD-R, y 16× grabación CD-RW                                                                              | SuperDrive: 4× DVD+R DL de escritura, 8× DVD+/-R leer/escribir, 8× DVD+RW escribe, 6× DVD-RW escribe, 24× CD-R, y 16× grabación CD-RW | SuperDrive: 4× DVD+R DL de escritura, 8× DVD+/-R leer/escribir, 8× DVD+RW escribe, 6× DVD-RW escribe, 24× CD-R, y 16× grabación CD-RW | SuperDrive: 4× DVD+R DL de escritura, 8× DVD+/-R leer/escribir, 8× DVD+RW escribe, 6× DVD-RW escribe, 24× CD-R, y 16× grabación CD-RW | SuperDrive: 4× DVD+R DL de escritura, 8× DVD+/-R leer/escribir, 8× DVD+RW escribe, 6× DVD-RW escribe, 24× CD-R, y 16× grabación CD-RW | SuperDrive: 4× DVD+R DL de escritura, 8× DVD+/-R leer/escribir, 8× DVD+RW escribe, 6× DVD-RW escribe, 24× CD-R, y 16× grabación CD-RW |                                |                       |
| AirPort Extreme                                                         | Integrada 802.11a/b/g/draft-n (no incluida) (BCM4322 2 × 2 chipset) | Integrada 802.11a/b/g/draft-n (no incluida) (BCM4322 2 × 2 chipset) | Integrada 802.11a/b/g/draft-n (no incluida) (BCM4322 2 × 2 chipset) | Integrada 802.11a/b/g/draft-n (no incluida) (BCM4322 2 × 2 chipset) | Integrada 802.11a/b/g/n (BCM4331 3 × 3 chipset) | Integrada 802.11a/b/g/n (BCM4331 3 × 3 chipset) | Integrada 802.11a/b/g/n (BCM4331 3 × 3 chipset) |                                |                       |
| Conexiones periféricas                                                  | ExpressCard/34 | ExpressCard/34 | SD card slot (13" y 15") o ExpressCard/34 (17") | SD card slot (13" y 15") o ExpressCard/34 (17") | SD card slot (13" y 15") o ExpressCard/34 (17") | SD card slot (13" y 15") o ExpressCard/34 (17") | Ranura para tarjeta SD |                                |                       |
| Conexiones periféricas                                                  | 2x USB 2.0 | 2x USB 2.0 (15") o 3x USB 2.0 (17") | 2x USB 2.0 (13" y 15") o 3x USB 2.0 (17") | 2x USB 2.0 (13" y 15") o 3x USB 2.0 (17") | 2x USB 2.0 (13" y 15") o 3x USB 2.0 (17") | 2x USB 2.0 (13" y 15") o 3x USB 2.0 (17") | 2x USB 3.0 |                                |                       |
| Conexiones periféricas                                                  | Mini DisplayPort | Mini DisplayPort | Mini DisplayPort | Mini DisplayPort | Thunderbolt port | Thunderbolt port | Thunderbolt port |                                |                       |
| Conexiones periféricas                                                  | Gigabit Ethernet, Firewire 800, Audio de entrada/salida | | | | | | |                                |                       |
| Batería (Polímero de litio, no extraíble excepto en la de 15" original) | — | — | 58 Wh (13") | 63.5 Wh (13") | 63.5 Wh (13") | 63.5 Wh (13") | 63.5 Wh (13") |                                |                       |
| Batería (Polímero de litio, no extraíble excepto en la de 15" original) | 50 Wh Extraíble de polímero-litio(15") | 50 Wh Extraíble de polímero-litio(15") | 73 Wh (15") | 77.5 Wh (15") | 77.5 Wh (15") | 77.5 Wh (15") | 77.5 Wh (15") |                                |                       |
| Batería (Polímero de litio, no extraíble excepto en la de 15" original) | — | 95 Wh (17") | 95 Wh (17") | 95 Wh (17") | 95 Wh (17") | 95 Wh (17") | — |                                |                       |
| Peso                                                                    | — | — | 4,5 lb (2 kg) (13") | 4,5 lb (2 kg) (13") | 4,5 lb (2 kg) (13") | 4,5 lb (2 kg) (13") | 4,5 lb (2 kg) (13") |                                |                       |
| Peso                                                                    | 5,5 lb (2,5 kg) (15") | 5,5 lb (2,5 kg) (15") | 5,5 lb (2,5 kg) (15") | 5,6 lb (2,5 kg) (15") | 5,6 lb (2,5 kg) (15") | 5,6 lb (2,5 kg) (15") | 5,6 lb (2,5 kg) (15") | 5,6 lb (2,5 kg) (15")          | 5,6 lb (2,5 kg) (15") |
| Peso                                                                    | — | 6,6 lb (3 kg) (17") | 6,6 lb (3 kg) (17") | 6,6 lb (3 kg) (17") | 6,6 lb (3 kg) (17") | 6,6 lb (3 kg) (17") | — |                                |                       |
| Dimensiones                                                             | — | — | 12,78 plg (32,5 cm) ancho × 8,94 plg (22,7 cm) profundidad × 0,95 plg (2,4 cm) altura (13") | 12,78 plg (32,5 cm) ancho × 8,94 plg (22,7 cm) profundidad × 0,95 plg (2,4 cm) altura (13") | 12,78 plg (32,5 cm) ancho × 8,94 plg (22,7 cm) profundidad × 0,95 plg (2,4 cm) altura (13") | 12,78 plg (32,5 cm) ancho × 8,94 plg (22,7 cm) profundidad × 0,95 plg (2,4 cm) altura (13") | 12,78 plg (32,5 cm) ancho × 8,94 plg (22,7 cm) profundidad × 0,95 plg (2,4 cm) altura (13") |                                |                       |
| Dimensiones                                                             | 14,35 plg (36,4 cm) ancho × 9,82 plg (24,9 cm) profundidad × 0,95 plg (2,4 cm) altura (15") | | | | | | |                                |                       |
| Dimensiones                                                             | — | 15,47 plg (39,3 cm) ancho × 10,51 plg (26,7 cm) profundidad × 0,98 plg (2,5 cm) altura (17") | 15,47 plg (39,3 cm) ancho × 10,51 plg (26,7 cm) profundidad × 0,98 plg (2,5 cm) altura (17") | 15,47 plg (39,3 cm) ancho × 10,51 plg (26,7 cm) profundidad × 0,98 plg (2,5 cm) altura (17") | 15,47 plg (39,3 cm) ancho × 10,51 plg (26,7 cm) profundidad × 0,98 plg (2,5 cm) altura (17") | 15,47 plg (39,3 cm) ancho × 10,51 plg (26,7 cm) profundidad × 0,98 plg (2,5 cm) altura (17") | — |                                |                       |

## MacBook Pro Retina
El 11 de junio de 2012, en la Apple Worldwide Developers Conference de San Francisco Apple presentó una MacBook Pro nueva de tercera generación, promocionada como la "MacBook Pro con pantalla Retina" para diferenciarla de los modelos actualizados de la generación anterior lanzados el mismo día. El nuevo modelo incluye procesadores Intel Core i7 (Ivy Bridge) junto con puertos USB 3.0 integrados, y una pantalla Retina de 15.4" de alta resolución, 2880x1800 pixeles. Otras características nuevas o modificadas incluyen un puerto Thunderbolt secundario, puerto HDMI, y el puerto MagSafe más delgado, llamado 'MagSafe 2'.
El 23 de octubre de 2012 Apple presentó una versión de 13 pulgadas con especificaciones similares a la versión de 15 pero con capacidades ligeramente inferiores, como procesadores menos poderosos y una pantalla de 2560x1600 pixeles (227 pixeles por pulgada).
Los nuevos modelos omiten los puertos Ethernet y FireWire 800, sin embargo Apple ofrece adaptadores Thunderbolt para ambas interfaces. También omiten el SuperDrive, siendo el primer modelo profesional de Apple de 15 pulgadas desde el PowerBook 2400c en salir sin unidad óptica. En lugar de disco rígido los nuevos modelos tienen una unidad de estado sólido estándar en un diseño de módulo flash propietario en lugar de una unidad de notebook de 2.5". Apple trajo altavoces y micrófono mejorados y un nuevo sistema de refrigeración con ventiladores mejorados. El nuevo diseño no tiene conector de seguridad Kensington, por lo que se requieren productos alternativos para asegurar los equipos físicamente.
Los modelos Retina tienen además opciones de actualización menos accesibles que modelos anteriores de MacBook. A diferencia de generaciones anteriores, la memoria está soldada a la placa lógica y por ello no es ampliable. A causa de esto, la cantidad de memoria solo puede ser elegida a la hora de la compra. La unidad de estado sólido no está soldada, y puede ser reemplazada por una unidad de mayor capacidad. La batería está pegada en su lugar; los intentos de remoción pueden romper la batería y/o el trackpad. Toda la carcasa tiene tornillos pentalobe y no puede desarmarse con herramientas comunes. A pesar de que la batería está adherida, las compañías de reciclaje sostienen que el diseño es sólo "levemente inconveniente" y no obstaculiza el proceso de reciclaje.
El 13 de febrero de 2013, Apple anunció precios actualizados y procesadores para la MacBook Pro con pantalla Retina, y memoria RAM ampliada de hasta 16 GB en los modelos de 15 pulgadas.
El 22 de octubre de 2013 Apple actualizó la línea con procesadores Haswell de Intel y Iris Graphics, wi-fi 802.11ac, Thunderbolt 2, y almacenamiento flash PCIe. El chasis de la versión de 13 pulgadas se adelgazó a 0.71 pulgadas para empatar al modelo de 15 pulgadas. La versión de 15 pulgadas de menores prestaciones solo incluía gráficos integrados, mientras la versión de mayores prestaciones continuó incluyendo una placa gráfica Nvidia además de los gráficos integrados. Support for 4K video output via HDMI was added but limited the number of external displays from three to two. On July 29, 2014 Apple announced updated prices and processors for the Haswell Macbook Pro with Retina Display.

### Diseño
Los MacBook Pro de pantalla Retina sigue el estilo de generaciones previascon su recubrimiento de aluminio y teclas negras separadas. Los cambios más significantes son chasis más delgados, y pantalla con una bisagra rediseñada y engarce más fino. El botón de encendido está ahora en el teclado en lugar de la esquina superior derecha del chasis, reemplazando el botón de expulsión de la unidad óptica. A 0,71 pulgadas (18 mm) de grosor, el modelo de 15 pulgadas es un 25% más delgado que su predecesor. A diferencia de las laptop Macintosh el nombre del modelo no se encuentra visible cuando la computadora está en uso normal dado que ahora el equipo tiene el nombre en la parte inferior del chasis, similar a un dispositivo iOS, en lugar del borde de la pantalla donde se ubicó el modelo de todas las laptop Macintosh después de la PowerBook 280c en 1995.

### Recepción
La MacBook Pro de tercera generación recibió comentarios positivos debido a su pantalla Retina, almacenamiento flash, y alimentación. Fue criticada, sin embargo, a causa de su precio y la falta de puerto ethernet y unidad óptica.

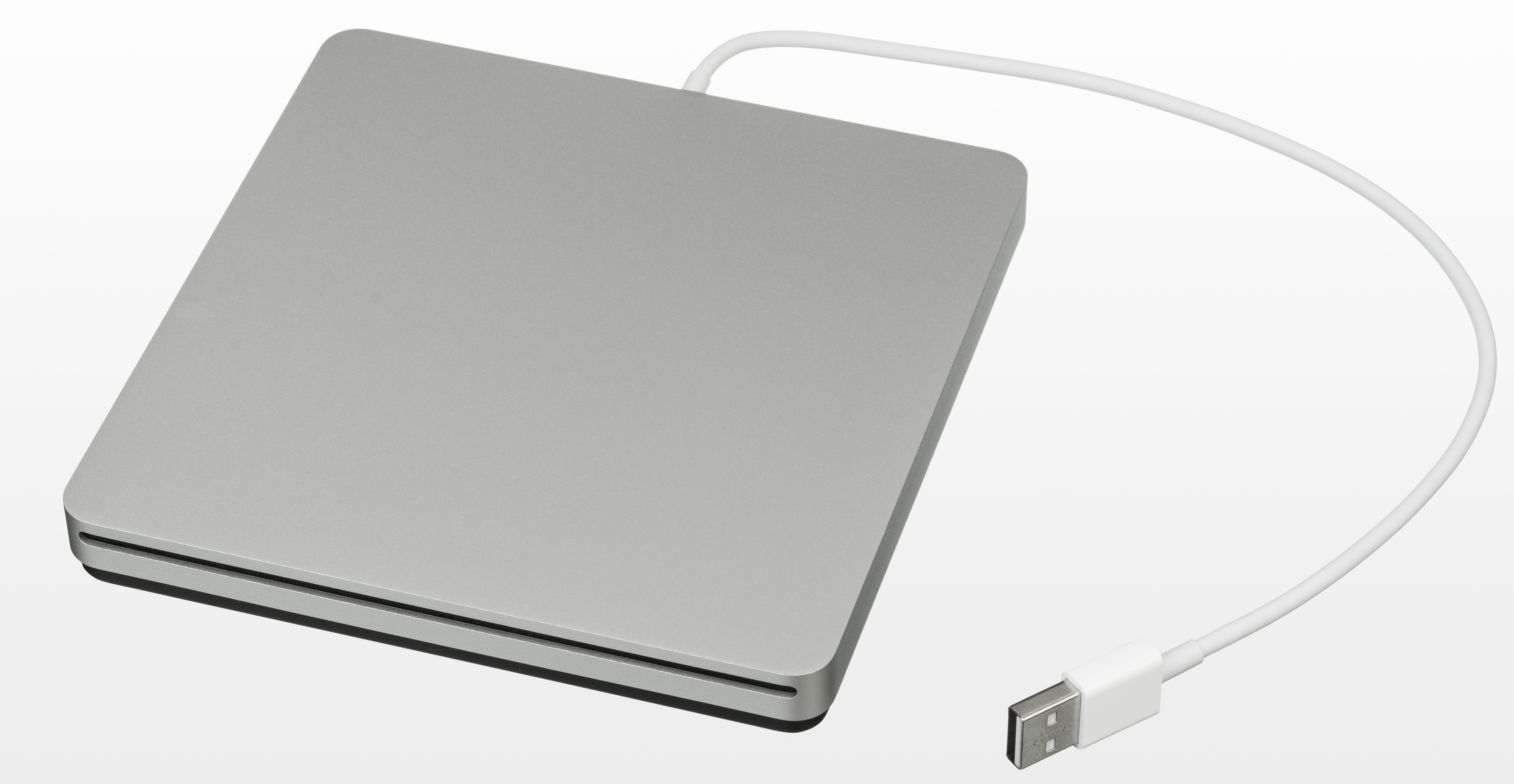
La línea de Macbook Retina no tiene unidad óptica, necesitando el uso de una externa. Este es el dispositivo oficial de Apple para estas computadoras.

Dado que la batería está adherida y no puede ser desmotada fácilmente para reciclaje (un requisito EPEAT), Apple recibió críticas por la posibilidad de la máquina de ser reciclada. El vocero de Greenpeace, Casey Harrell, dijo que Apple "ha enfrentado diseño contra medioambiente—y eligió diseño. Están haciendo una gran apuesta a que la gente no le importe, pero el reciclaje es un tema importante."

### Especificaciones técnicas
|  | Descontinuado |  | Actual |

| Tabla de modelos                                                                            | Tabla de modelos | Tabla de modelos | Tabla de modelos | Tabla de modelos | Tabla de modelos |                    |
| Componente                                                                                  | Intel Core i5, Core i7 | Intel Core i5, Core i7 | Intel Core i5, Core i7 | Intel Core i5, Core i7 | Intel Core i5, Core i7 |                    |
| Modelo                                                                                      | Mediados de 2012 | Fines de 2012 | Principios de 2013 | Fines de 2013 | Mediados de 2014 |                    |
| ------------------------------------------------------------------------------------------- | --- | --- | --- | --- | --- | ------------------ |
| Fecha de lanzamiento                                                                        | 11 de junio de 2012 | 23 de octubre de 2012 | 13 de febrero de 2013 | 22 de octubre de 2013 | 29 de julio de 2014 |                    |
| Número(s) de orden                                                                          | MC975*/A o MC976*/A | MC975*/A o MC976*/A, MD212*/A o MD213*/A | ME664*/A o ME665*/A o ME698*/A, ME662*/A o ME663*/A o ME697*/A | ME864*/A o ME865*/A o ME866*/A, ME293*/A o ME294*/A | MGX72*/A o MGX82*/A o MGX92*/A, MGXA2*/A o MGXC2*/A |                    |
| Identificador(es) de modelo                                                                 | MacBookPro10,1 (15") | MacBookPro10,1 (15") MacBookPro10,2 (13") | MacBookPro10,1 (15") MacBookPro10,2 (13") | MacBookPro11,1 (13") MacBookPro11,2 (15") MacBookPro11,3 (15") | MacBookPro11,1 (13") MacBookPro11,2 (15") MacBookPro11,3 (15") |                    |
| Retroiluminación LED widescreen Pantalla brillante Retina display                           | — | 13.3", 2,560 × 1,600 (16:10), 227 ppi | 13.3", 2,560 × 1,600 (16:10), 227 ppi | 13.3", 2,560 × 1,600 (16:10), 227 ppi | 13.3", 2,560 × 1,600 (16:10), 227 ppi |                    |
| Retroiluminación LED widescreen Pantalla brillante Retina display                           | 15.4", 2,880 × 1,800 (16:10), 220 ppi | | | | |                    |
| Cámara de video                                                                             | FaceTime HD (720p) | FaceTime HD (720p) | FaceTime HD (720p) | FaceTime HD (720p) | FaceTime HD (720p) | FaceTime HD (720p) |
| Procesador                                                                                  | — | 2.5 GHz (i5-3210M) dual-core Intel Core i5 Ivy Bridge con 3 MB shared L3 cache Opcional 2.9 GHz (i7-3520M) dual-core Intel Core i7 Ivy Bridge processor con 4 MB shared L3 cache               | 2.6 GHz (i5-3230M) dual-core Intel Core i5 Ivy Bridge con 3 MB shared L3 cache Opcional 3.0 GHz (i7-3540M) dual-core Intel Core i7 Ivy Bridge con 4 MB shared L3 cache                         | 2.4 GHz (i5-4258U) dual-core Intel Core i5 Haswell con 3 MB shared L3 cache Opcional 2.6 GHz (i5-4288U) dual-core Intel Core i5 Haswell con 3 MB shared L3 cache Opcional 2.8 GHz (i7-4558U) dual-core Intel Core i7 Haswell con 4 MB shared L3 cache | 2.6 GHz (i5-4278U) dual-core Intel Core i5 Haswell con 3 MB shared L3 caché Opcional 2.8 GHz (i5-4308U) dual-core Intel Core i5 Haswell con 3 MB shared L3 cache Opcional 3.0 GHz (i7-4578U) dual-core Intel Core i7 Haswell con 4 MB shared L3 cache |                    |
| Procesador                                                                                  | 2.3 GHz (i7-3615QM) quad-core Intel Core i7 Ivy Bridge con 6 MB on-chip L3 caché Opcional 2.6 GHz (i7-3720QM) con 6 MB on-chip L3 cache Opcional 2.7 GHz (i7-3820QM) con 8 MB on-chip L3 cache | 2.3 GHz (i7-3615QM) quad-core Intel Core i7 Ivy Bridge con 6 MB on-chip L3 caché Opcional 2.6 GHz (i7-3720QM) con 6 MB on-chip L3 cache Opcional 2.7 GHz (i7-3820QM) con 8 MB on-chip L3 cache | 2.4 GHz (i7-3630QM) quad-core Intel Core i7 Ivy Bridge con 6 MB on-chip L3 caché Opcional 2.7 GHz (i7-3740QM) con 6 MB on-chip L3 cache Opcional 2.8 GHz (i7-3840QM) con 8 MB on-chip L3 cache | 2.0 GHz (i7-4750HQ) quad-core Intel Core i7 Crystal Well con 6 MB on-chip L3 and 128 MB L4 cache Opcional 2.3 GHz (i7-4850HQ) con 6 MB on-chip L3 cache Opcional 2.6 GHz (i7-4960HQ) con 6 MB on-chip L3 cache                                        | 2.2 GHz (i7-4770HQ) quad-core Intel Core i7 Crystal Well con 6 MB on-chip L3 and 128 MB L4 caché Opcional 2.5 GHz (i7-4870HQ) con 6 MB on-chip L3 cache Opcional 2.8 GHz (i7-4980HQ) con 6 MB on-chip L3 cache                                        |                    |
| Bus de sistema                                                                              | Intel Direct Media Interface 5 GT/s | Intel Direct Media Interface 5 GT/s | Intel Direct Media Interface 5 GT/s | Intel Direct Media Interface 5 GT/s | Intel Direct Media Interface 5 GT/s |                    |
| Memoria                                                                                     | — | 8 GB RAM onboard (no ampliable) | 8 GB RAM onboard (no ampliable) | 4 GB RAM onboard (no ampliable) (13", 128 GB) Opcional 8 GB y 16 GB RAM sólo al momento de la compra | 8 GB RAM onboard (no ampliable) (13") Opcional 16 GB RAM sólo al momento de la compra |                    |
| Memoria                                                                                     | 8 GB RAM onboard (no ampliable) (13", 256 GB y 512 GB) Opcional 16 GB RAM sólo al momento de la compra                                                                                         | 8 GB RAM onboard (no ampliable) | 8 GB RAM onboard (no ampliable) | | 8 GB RAM onboard (no ampliable) (13") Opcional 16 GB RAM sólo al momento de la compra |                    |
| Memoria                                                                                     | 8 GB RAM onboard (no ampliable) (15") Opcional 16 GB RAM sólo al momento de la compra | 8 GB RAM onboard (no ampliable) (15") Opcional 16 GB RAM sólo al momento de la compra | 8 GB RAM onboard (no ampliable) (15", 2.4 GHz) Opcional 16 GB RAM sólo al momento de la compra                                                                                                 | 8 GB RAM onboard (no ampliable) (15", 2.0 GHz) Opcional 16 GB RAM sólo al momento de la compra | 16 GB built-in onboard RAM (15") |                    |
| Memoria                                                                                     | 8 GB RAM onboard (no ampliable) (15") Opcional 16 GB RAM sólo al momento de la compra | 8 GB RAM onboard (no ampliable) (15") Opcional 16 GB RAM sólo al momento de la compra | 16 GB RAM onboard (15", 2.7 GHz) | 16 GB RAM onboard (15", 2.3 GHz) | 16 GB built-in onboard RAM (15") |                    |
| Memoria                                                                                     | 1600 MHz PC3-12800 DDR3L SDRAM | | | | |                    |
| Gráficos                                                                                    | — | Intel HD Graphics 4000 with DDR3L SDRAM shared with main memory (13") | Intel HD Graphics 4000 with DDR3L SDRAM shared with main memory (13") | Intel Iris 5100 Graphics with DDR3L SDRAM shared with main memory (13") | Intel Iris 5100 Graphics with DDR3L SDRAM shared with main memory (13") |                    |
| Gráficos                                                                                    | Intel HD Graphics 4000 with DDR3L SDRAM shared with main memory and Nvidia GeForce GT 650M with 1 GB GDDR5 memory. (15") Automatically switches between graphics hardware when running OS X    | Intel HD Graphics 4000 with DDR3L SDRAM shared with main memory and Nvidia GeForce GT 650M with 1 GB GDDR5 memory. (15") Automatically switches between graphics hardware when running OS X    | Intel HD Graphics 4000 with DDR3L SDRAM shared with main memory and Nvidia GeForce GT 650M with 1 GB GDDR5 memory. (15") Automatically switches between graphics hardware when running OS X    | Intel Iris Pro 5200 Graphics with DDR3L SDRAM shared with main memory (15", 2.0 & 2.2 GHz) | Intel Iris Pro 5200 Graphics with DDR3L SDRAM shared with main memory (15", 2.0 & 2.2 GHz) |                    |
| Gráficos                                                                                    | Intel HD Graphics 4000 with DDR3L SDRAM shared with main memory and Nvidia GeForce GT 650M with 1 GB GDDR5 memory. (15") Automatically switches between graphics hardware when running OS X    | Intel HD Graphics 4000 with DDR3L SDRAM shared with main memory and Nvidia GeForce GT 650M with 1 GB GDDR5 memory. (15") Automatically switches between graphics hardware when running OS X    | Intel HD Graphics 4000 with DDR3L SDRAM shared with main memory and Nvidia GeForce GT 650M with 1 GB GDDR5 memory. (15") Automatically switches between graphics hardware when running OS X    | Intel Iris Pro 5200 Graphics with DDR3L SDRAM shared with main memory and Nvidia GeForce GT 750M with 2 GB GDDR5 memory. (15", 2.3 & 2.5 GHz) Cambia automáticamente el hardware gráfico corriendo OS X                                               | |                    |
| Almacenamiento                                                                              | — | 128 GB, 256 GB, 512 GB, or 768 GB SSD (13") | 128 GB, 256 GB, 512 GB, or 768 GB SSD (13", 2.5 GHz) | 128 GB or 256 GB (13", 2.4 GHz) | 128 GB or 256 GB (13", 2.6 GHz) |                    |
| Almacenamiento                                                                              | 256 GB, 512 GB, or 768 GB SSD (13", 2.6 GHz) | 128 GB, 256 GB, 512 GB, or 768 GB SSD (13") | 512 GB or 1 TB SSD (13", 2.6 GHz) | 512 GB or 1 TB SSD (13", 2.8 GHz) | |                    |
| Almacenamiento                                                                              | 256 GB, 512 GB, or 768 GB SSD (15", 2.3 GHz) | 256 GB, 512 GB, or 768 GB SSD (15", 2.3 GHz) | 256 GB, 512 GB, or 768 GB SSD (15", 2.4 GHz) | 256 GB, 512 GB, or 1 TB SSD (15", 2.0 GHz) | 256 GB, 512 GB, or 1 TB SSD (15", 2.2 GHz) |                    |
| Almacenamiento                                                                              | 512 GB or 768 GB SSD (15", 2.6 GHz) | 512 GB or 768 GB SSD (15", 2.6 GHz) | 512 GB or 768 GB SSD (15", 2.7 GHz) | 512 GB or 1 TB SSD (15", 2.3 GHz) | 512 GB or 1 TB SSD (15", 2.5 GHz) |                    |
| Almacenamiento                                                                              | Mini-SATA 6 Gbit/s | Mini-SATA 6 Gbit/s | Mini-SATA 6 Gbit/s | PCIe 2.0 x2 5.0 GT/s | PCIe 2.0 x2 5.0 GT/s |                    |
| AirPort Extreme                                                                             | Integrada 802.11a/b/g/n (2.4 & 5 GHz, up to 450 Mbit/s) (BCM4331 3 × 3 chipset) | Integrada 802.11a/b/g/n (2.4 & 5 GHz, up to 450 Mbit/s) (BCM4331 3 × 3 chipset) | Integrada 802.11a/b/g/n (2.4 & 5 GHz, up to 450 Mbit/s) (BCM4331 3 × 3 chipset) | Integrada 802.11a/b/g/n/ac (2.4 & 5 GHz, up to 1.3 Gbit/s) | Integrada 802.11a/b/g/n/ac (2.4 & 5 GHz, up to 1.3 Gbit/s) |                    |
| Conexiones periféricas                                                                      | SDXC card slot | SDXC card slot | SDXC card slot | SDXC card slot | SDXC card slot |                    |
| Conexiones periféricas                                                                      | 2 USB 3.0 | | | | |                    |
| Conexiones periféricas                                                                      | 2 puertos Thunderbolt | 2 puertos Thunderbolt | 2 puertos Thunderbolt | 2 puertos Thunderbolt 2 | 2 puertos Thunderbolt 2 |                    |
| Conexiones periféricas                                                                      | puerto HDMI (hasta 1920x1200) | puerto HDMI (hasta 1920x1200) | puerto HDMI (hasta 1920x1200) | puerto HDMI (hasta 3840x2160 mirrored o 4096x2160) | puerto HDMI (hasta 3840x2160 mirrored o 4096x2160) |                    |
| Conexiones periféricas                                                                      | Salida de audio (analógica/óptica) | | | | |                    |
| Batería (lithium polymer, no extraíble)                                                     | | | | | |                    |
| —                                                                                           | 74 Wh (13") | 74 Wh (13") | 71.8 Wh (13") | 71.8 Wh (13") | |                    |
| 95 Wh (15")                                                                                 | | | | | |                    |
| Peso                                                                                        | | | | | |                    |
| —                                                                                           | 3,57 lb (1,6 kg) (13") | 3,57 lb (1,6 kg) (13") | 3,46 lb (1,6 kg) (13") | 3,46 lb (1,6 kg) (13") | |                    |
| 4,46 lb (2 kg) (15")                                                                        | | | | | |                    |
| Dimensiones                                                                                 | | | | | |                    |
| —                                                                                           | 12,35 plg (31,4 cm) ancho × 8,62 plg (21,9 cm) profundidad × 0,75 plg (1,9 cm) altura (13") | 12,35 plg (31,4 cm) ancho × 8,62 plg (21,9 cm) profundidad × 0,75 plg (1,9 cm) altura (13") | 12,35 plg (31,4 cm) ancho × 8,62 plg (21,9 cm) profundidad × 0,71 plg (1,8 cm) altura (13") | 12,35 plg (31,4 cm) ancho × 8,62 plg (21,9 cm) profundidad × 0,71 plg (1,8 cm) altura (13") | |                    |
| 14,13 plg (35,9 cm) ancho × 9,73 plg (24,7 cm) profundidad × 0,71 plg (1,8 cm) altura (15") | | | | | |                    |

## MacBook Pro Touch Bar

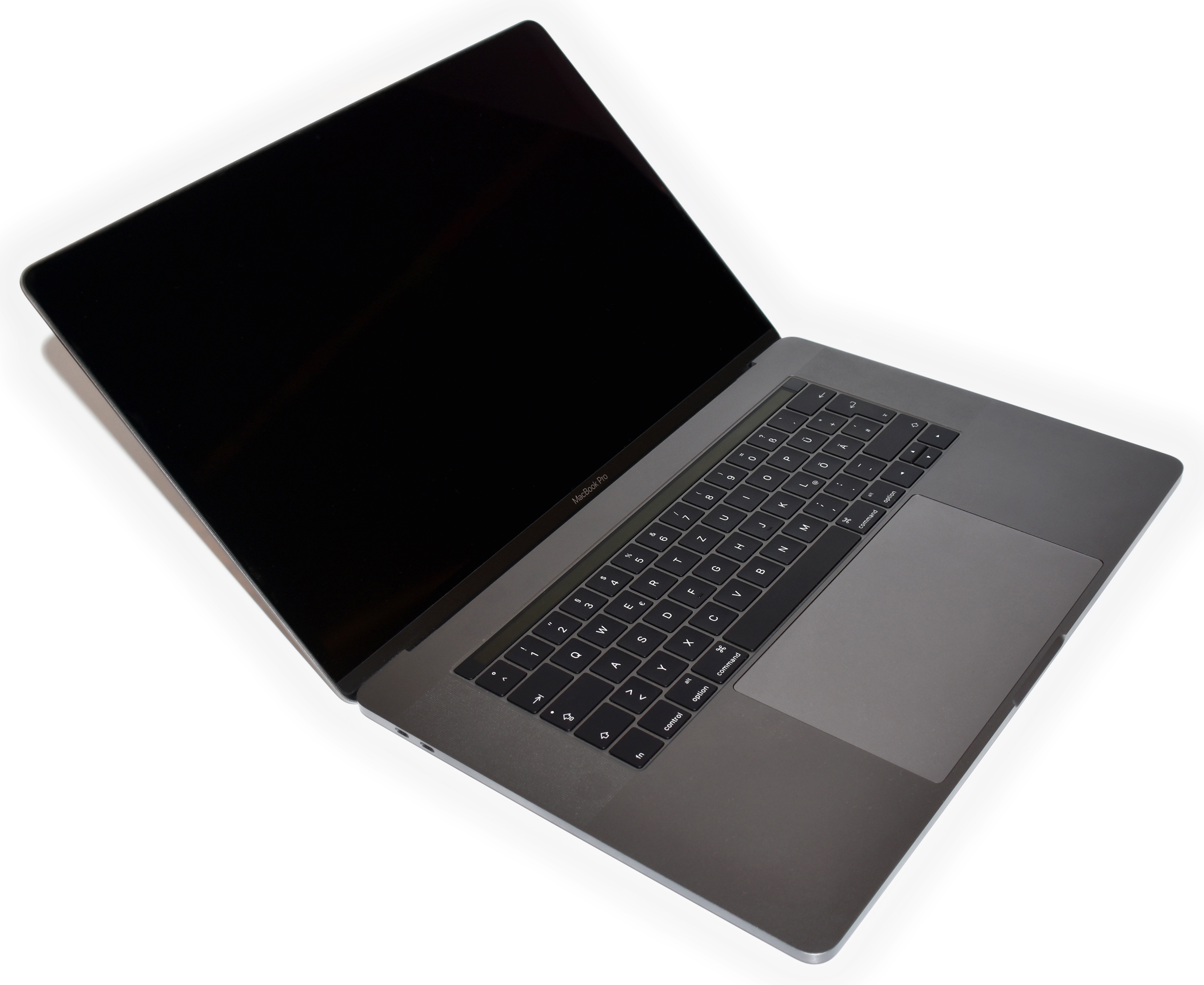
El MacBook Pro (15 pulgadas, 2016)

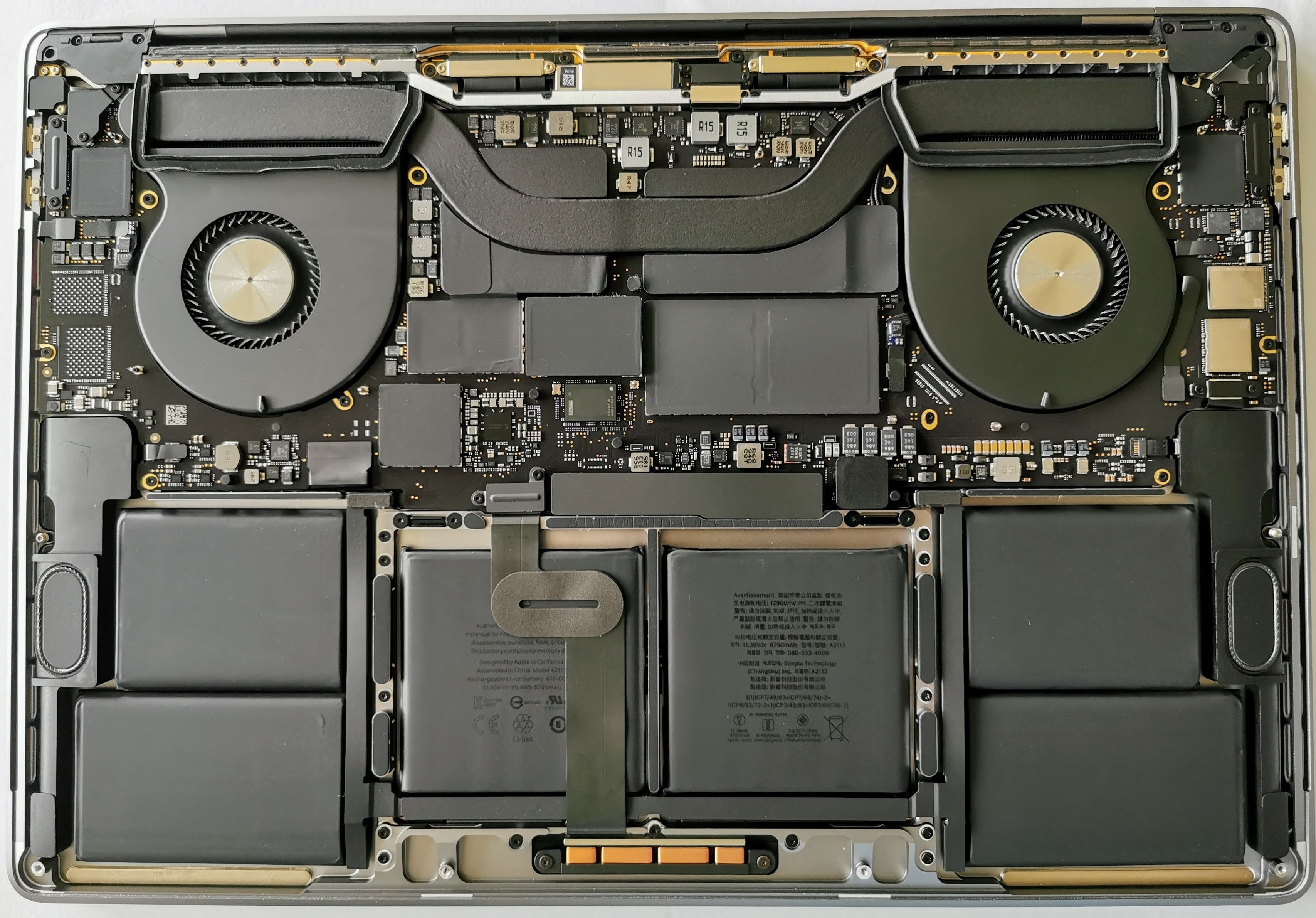
Desmontaje de un MacBook Pro (16 pulgadas, 2019) mostrando piezas internas

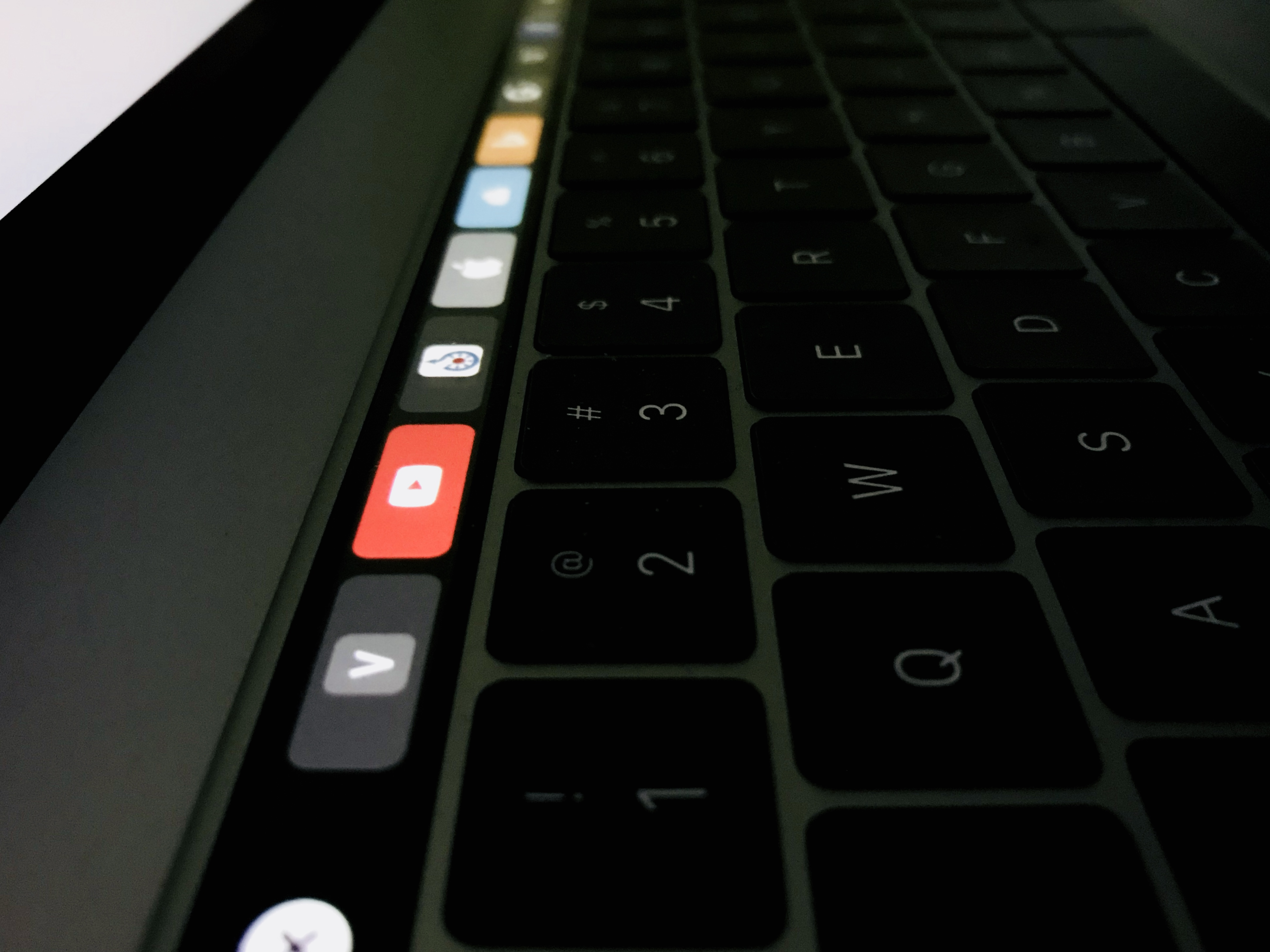
Touch Bar del MacBook Pro

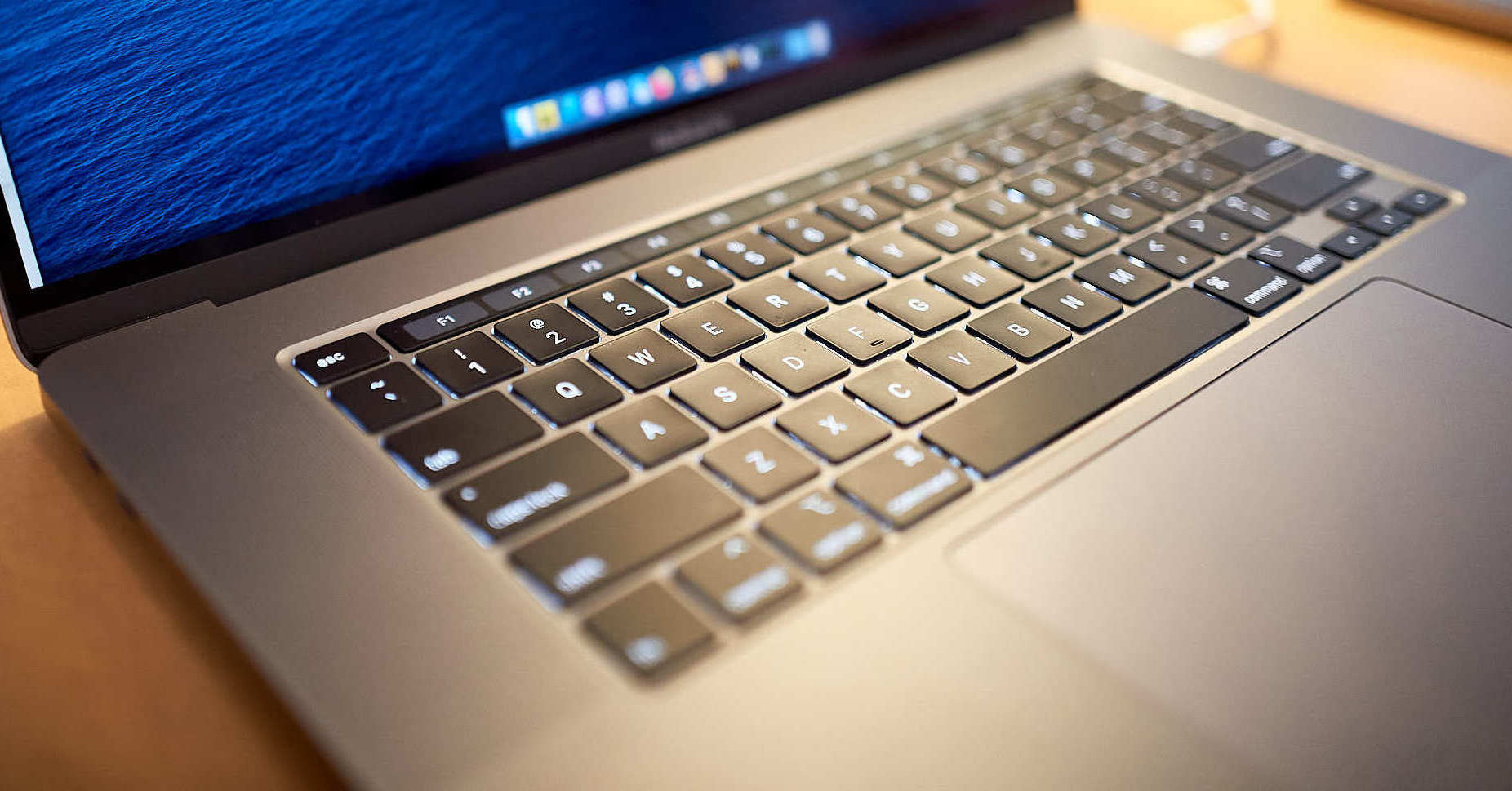
Un MacBook Pro (16 pulgadas, 2019)

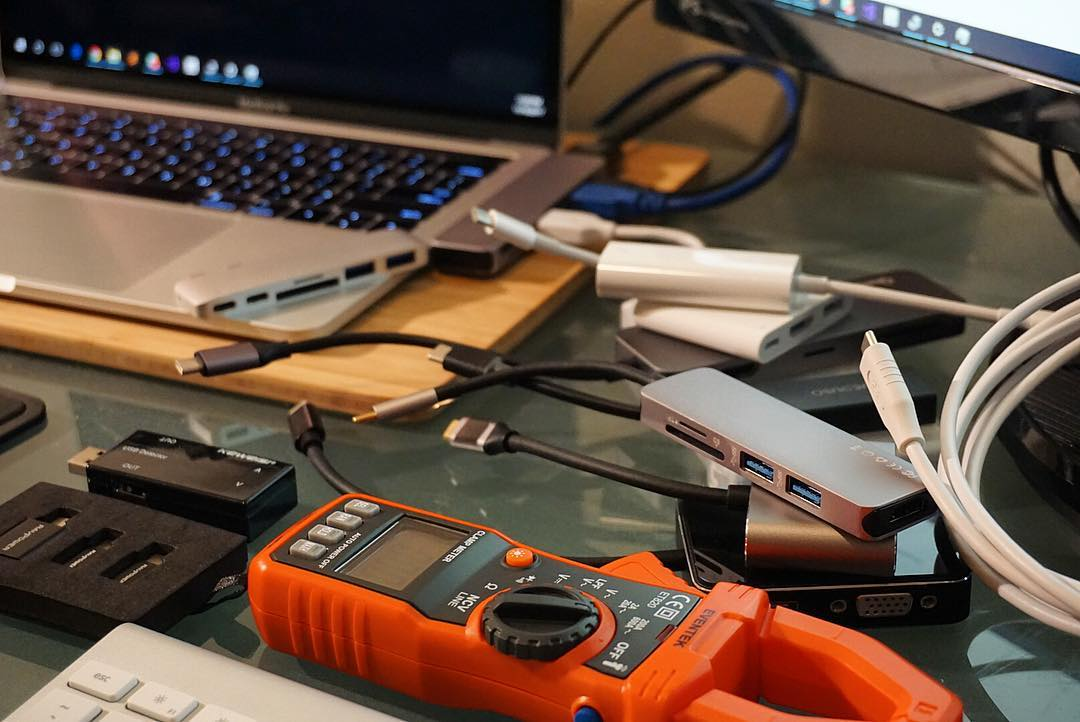
El MacBook Pro (2016) fue criticado por necesitar concentradores o adaptadores (mostrados) para conexiones USB-A o tarjetas SD.

Apple presentó los modelos de MacBook Pro de 13 y 15 pulgadas con Touch Bar durante un evento de prensa en su sede en el Apple Infinite Loop el 27 de octubre de 2016. Todos los modelos, excepto el modelo base de 13 pulgadas, incluían la Touch Bar, una nueva franja OLED habilitada para multi-táctil integrada en la parte superior del teclado en lugar de las teclas de función. La Touch Bar está acompañada en su lado derecho por un botón de cristal de zafiro que sirve como sensor de Touch ID y como botón de encendido. Los modelos también introdujeron un teclado de mecanismo tipo mariposa de "segunda generación" cuyas teclas tienen más recorrido que la primera iteración en el MacBook Retina. El modelo de 13 pulgadas tiene un trackpad que es un 46% más grande que su predecesor, mientras que el modelo de 15 pulgadas tiene un trackpad el doble de grande que los modelos Retina.
Todos los puertos han sido reemplazados por dos o cuatro puertos Thunderbolt 3 que admiten USB-C 3.1 Gen 2 y señales duales de DisplayPort 1.2, cualquiera de los cuales se puede utilizar para cargar. El MacBook Pro no es compatible con algunos periféricos Thunderbolt 3 certificados más antiguos, incluido el diseño de referencia de Intel para dispositivos Thunderbolt 3. Además, macOS en el MacBook Pro incluye en su lista negra (impide su funcionamiento) a ciertas clases de dispositivos compatibles con Thunderbolt 3. El soporte para unidades de procesamiento de gráficos externas (eGPU) Thunderbolt 3 se agregó en macOS High Sierra 10.13.4. Los dispositivos que utilizan HDMI, Thunderbolt de generación anterior y USB necesitan un adaptador para conectarse al MacBook Pro. Los modelos incluyen un conector de auriculares de 3.5 mm; se ha eliminado la funcionalidad TOSLINK de los modelos anteriores de MacBook Pro.
Otras actualizaciones en el MacBook Pro incluyen procesadores Intel Core i5 e i7 Skylake de doble y cuádruple núcleo, gráficos mejorados y pantallas que ofrecen un 25% más de gama de colores, un 67% más de brillo y un 67% más de contraste. Todas las versiones pueden mostrar en una pantalla de 5K; los modelos de 15 pulgadas pueden conectar dos pantallas de este tipo. Los modelos de 15 pulgadas incluyen una tarjeta gráfica discreta Radeon Pro 450, 455 o 460 además de los gráficos integrados de Intel. El modelo base de 13 pulgadas tiene teclas de función en lugar de la Touch Bar y solo dos puertos USB-C. El almacenamiento flash en los modelos con Touch Bar está soldado a la placa lógica y no se puede actualizar, mientras que en el modelo de 13 pulgadas sin Touch Bar, es extraíble pero difícil de reemplazar, ya que es un formato propietario de almacenamiento SSD.
El MacBook Pro de 2019 fue el último modelo que pudo ejecutar macOS Mojave 10.14, la última versión de macOS que puede ejecutar aplicaciones de 32 bits como Microsoft Office para Mac 2011.
Un informe de AppleInsider afirmó que el teclado actualizado "Butterfly" falla el doble de veces que modelos anteriores, a menudo debido a partículas atrapadas debajo de las teclas. Se estimó que las reparaciones para teclas atascadas costarían más de $700. En mayo de 2018, se presentaron dos demandas colectivas contra Apple relacionadas con el problema del teclado; una de ellas alegaba una "amenaza constante de teclas que no responden y fallos de teclado" y acusaba a Apple de no alertar a los consumidores sobre el problema. En junio de 2018, Apple anunció un Programa de Servicio para "reparar los teclados elegibles de MacBook y MacBook Pro, de forma gratuita". Los modelos de 2018 agregaron una membrana debajo de las teclas para evitar mal funcionamiento debido al polvo. A principios de 2019, hubo informes de problemas con el mismo tipo de teclados en la MacBook Air de 2018. En mayo de 2019, Apple modificó el teclado por cuarta vez y prometió que cualquier teclado de MacBook con interruptores "butterfly" sería reparado o reemplazado de forma gratuita durante un período de cuatro años después de la fecha de venta.
La MacBook Pro con Touch Bar recibió críticas mixtas. Se elogiaron la pantalla, la calidad de construcción y la calidad del audio, pero muchos se quejaron del teclado tipo mariposa, la poco utilizada Touch Bar y la ausencia de puertos USB-A, puerto HDMI y ranura para tarjetas SD.
El 4 de mayo de 2020, Apple anunció una versión actualizada del modelo de 13 pulgadas con el teclado Magic Keyboard. La versión con cuatro puertos Thunderbolt viene con procesadores Ice Lake, gráficos actualizados, hasta 32 GB de memoria y 4 TB de almacenamiento, y admite una salida de 6K para ejecutar el Pro Display XDR. La versión con dos puertos Thunderbolt tiene los mismos procesadores Coffee Lake, gráficos y capacidad máxima de almacenamiento y memoria que los modelos de 2019 con dos puertos Thunderbolt. Los modelos de 13 pulgadas de 2020 también aumentan 0,02 pulgadas (0,6 mm) en grosor con respecto a los modelos de 2019.

## Software y sistemas operativos
El sistema operativo Mac OS X ha sido incluido en todas los MacBook Pro desde sus inicios, comenzando con la versión 10.4 Tiger. Junto con el OS X, la suite multimedia iLife ha sido preinstalada en todos los sistemas, desde su versión 2006.